# Nicolò Solimani

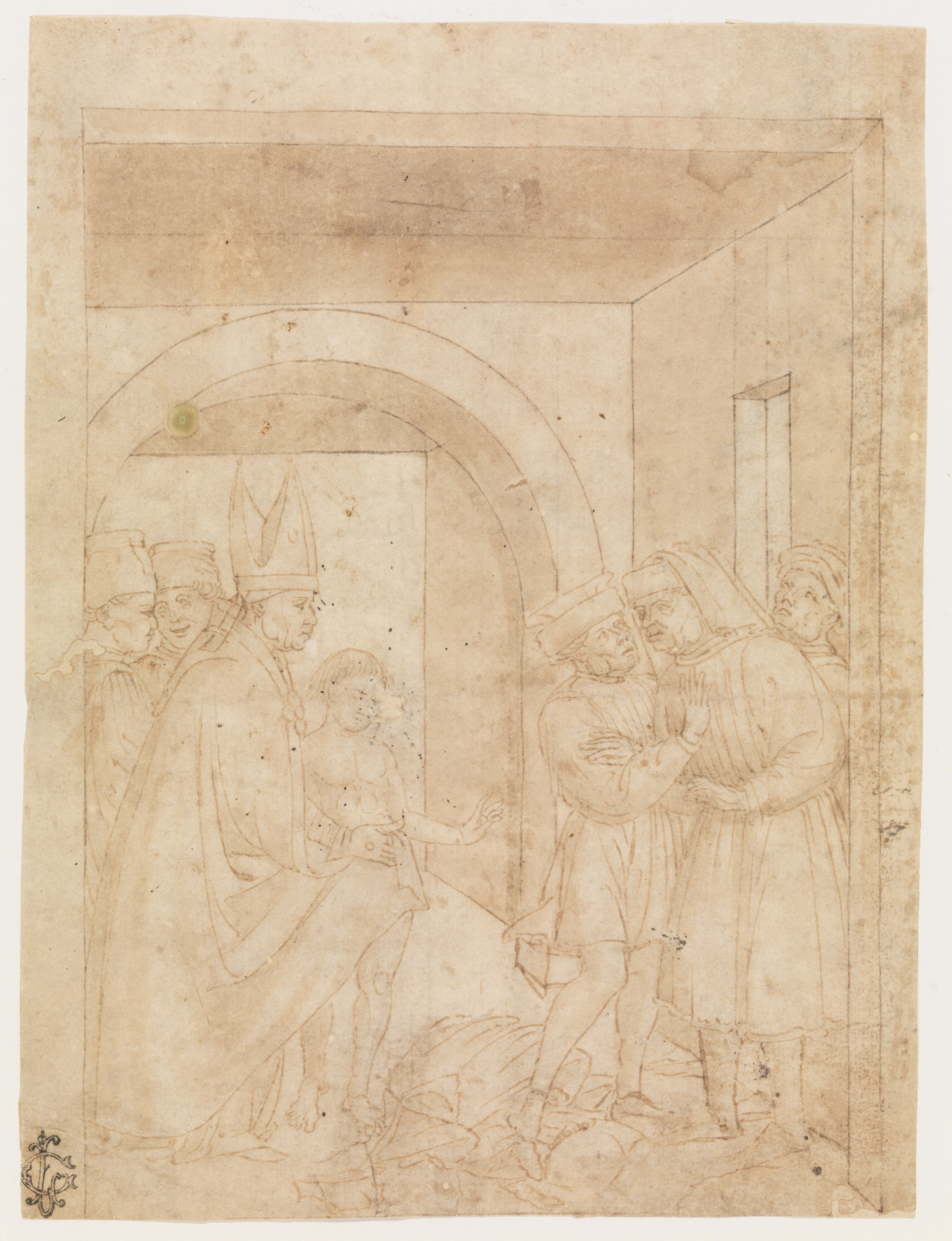
Der hl. Franziskus vor dem Bischof

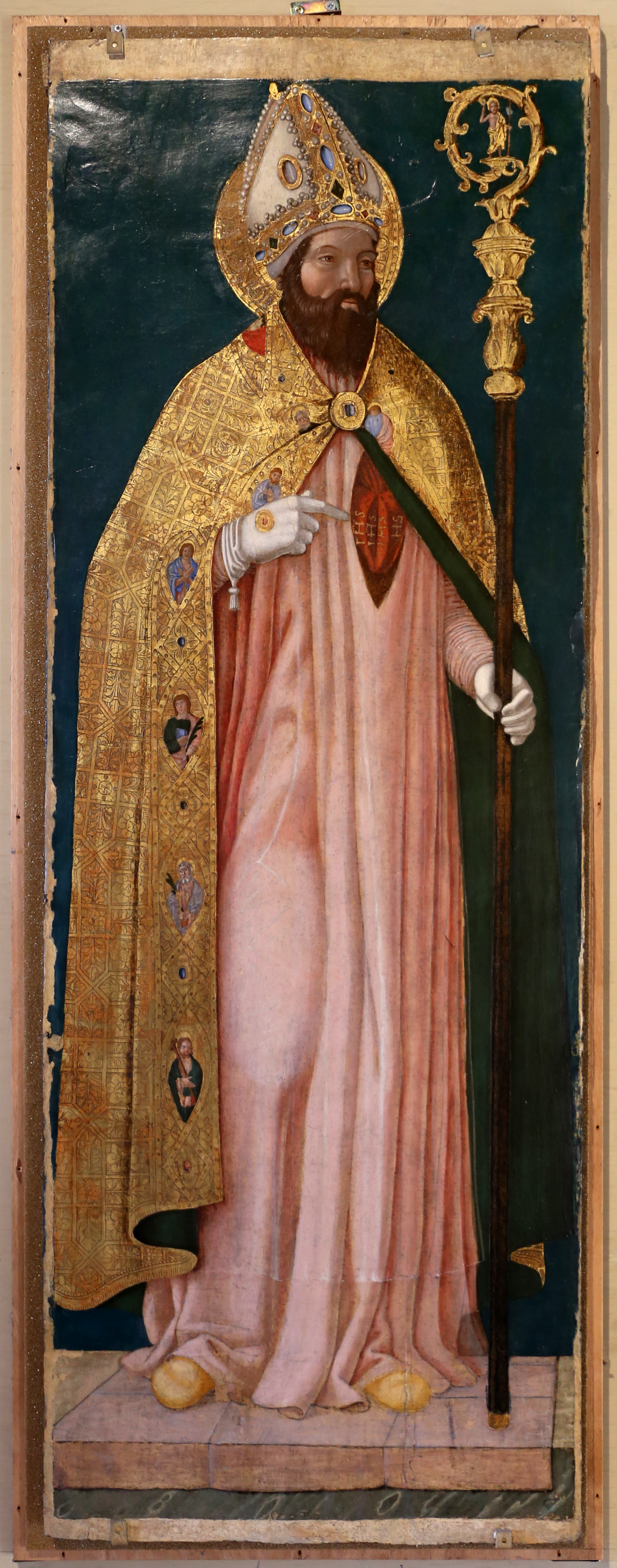
Der hl. Ignatius, Mantua, palazzo Ducale

Nicolò Solimani, auch Nicolò da Verona (geboren zwischen 1420 und 1425 in Verona; gestorben im 15. Jahrhundert) war ein italienischer Maler der Renaissance.

## Leben
Aus der Lebensgeschichte des Liberale da Verona, eines Neffen und Malerkollegen, wissen wir, dass der Vater von Nicolò Solimani Zenone hieß und ebenfalls Maler war. Er hatte zumindest eine Schwester, Iacopa Solimani, die Mutter des Liberale.
Er stand lange Jahre in Diensten der Herzöge von Mantua und arbeitete überwiegend in deren Residenzstadt Mantua. Er war auch als hervorragender Landschaftsmaler berühmt. Viele Privathäuser in Verona besaßen seine Werke.

## Werke
- Madonna Incoronata mit Kind, dem hl. Benedikt und dem hl. Johannes der Täufer, Fresko, 1463, Kirche Ognissanti, Mantua
- Madonna mit Kind und Engeln, Tafelbild, 1463, Palazzo d’Arco, Mantua[2]
- Madonna mit Engeln, Tafelbild, 1475, Santa Maria degli Angeli, Mantua[3][4]